# Championnat de Malte de football 2017-2018
Navigation
Saison 2016-2017 Saison 2018-2019
La saison 2017-2018 de Premier League Maltaise (appelé BOV Premier League pour des raisons de parrainage) est la 103e édition du championnat de Malte de football. Le plus haut niveau du football maltais, organisé par la Malta Football Association, opposera cette saison quatorze clubs en une série de  matchs aller et retour au sein d'une poule unique. Pour cette saison le nombre de participants est passé de 12 à 14 équipes.
Le vainqueur, le Valletta FC, est sacré champion de Malte pour la 24e fois et se qualifie pour la Ligue des champions de l'UEFA 2018-2019 ; le Balzan FC et le Gzira United FC, deuxième et troisième, se qualifient pour la Ligue Europa 2018-2019. Le douzième dispute un match de barrage contre le troisième de seconde division. Les deux derniers le Naxxar Lions FC et le Lija Athletic, sont relégués en First Division.

## Équipes participantes
Légende des couleurs
- Ligue des champions 2017-2018
- Ligue Europa 2017-2018
- Promu de First division 2016-2017

| Club                | Classement 2016-2017 |
| ------------------- | -------------------- |
| Hibernians FC       | 1er                  |
| Balzan FC           | 2e                   |
| Birkirkara FC       | 3e                   |
| Valletta FC         | 4e                   |
| Floriana FC         | 5e                   |
| Sliema Wanderers FC | 6e                   |
| Gzira United FC     | 7e                   |
| St. Andrews FC      | 8e                   |
| Tarxien Rainbows FC | 9e                   |
| Hamrun Spartans FC  | 10e                  |
| Mosta FC            | 11e                  |
| Lija Athletic       | 1er (First division) |
| Senglea Athletic    | 2e (First division)  |
| Naxxar Lions FC     | 3e (First division)  |

## Compétition

### Format
Chacune des quatorze équipes participant au championnat s'affronte en une série de  matchs aller et retour au sein d'une poule unique. Le douzième  dispute un match de barrage contre le troisième de seconde division. Les 13e et 14e sont relégués en First division.

### Classement
Les équipes sont classées selon leur nombre de points, lesquels sont répartis comme suit : trois points pour une victoire, un point pour un match nul et zéro point pour une défaite. Pour départager les égalités, les critères suivants sont utilisés :
1. Différence de buts générale
2. Nombre de buts marqués

Si ces critères ne permettent pas de départager les équipes à égalité, celles-ci occupent donc la même place au classement officiel. Si deux équipes sont à égalité parfaite au terme du championnat et que le titre de champion, la qualification à une compétition européenne ou la relégation sont en jeu, les deux équipes doivent se départager au cours d'un match d'appui disputé sur terrain neutre.
| \| Rang \| Équipe \| Pts \| J \| G \| N \| P \| Bp \| Bc \| Diff \| \| ---- \| ------------------- \| --- \| -- \| -- \| -- \| -- \| -- \| -- \| ---- \| \| 1 \| Valletta FC C \| 58 \| 26 \| 17 \| 7 \| 2 \| 40 \| 11 \| +29 \| \| 2 \| Balzan FC \| 55 \| 26 \| 16 \| 7 \| 2 \| 42 \| 19 \| +23 \| \| 3 \| Gzira United FC \| 51 \| 26 \| 15 \| 6 \| 5 \| 52 \| 33 \| +19 \| \| 4 \| Birkirkara FC \| 47 \| 26 \| 15 \| 2 \| 9 \| 44 \| 28 \| +16 \| \| 5 \| Hibernians FC T \| 46 \| 26 \| 13 \| 7 \| 6 \| 43 \| 16 \| +27 \| \| 6 \| Floriana FC \| 46 \| 26 \| 12 \| 10 \| 4 \| 48 \| 18 \| +30 \| \| 7 \| Sliema Wanderers FC \| 40 \| 26 \| 11 \| 7 \| 8 \| 35 \| 26 \| +9 \| \| 8 \| Hamrun Spartans FC \| 35 \| 26 \| 10 \| 5 \| 11 \| 39 \| 33 \| +6 \| \| 9 \| Senglea Athletic P \| 26 \| 26 \| 7 \| 5 \| 14 \| 29 \| 47 \| -18 \| \| 10 \| Mosta FC \| 26 \| 26 \| 7 \| 5 \| 14 \| 28 \| 52 \| -24 \| \| 11 \| St. Andrews FC \| 24 \| 26 \| 6 \| 6 \| 14 \| 21 \| 41 \| -20 \| \| 12 \| Tarxien Rainbows FC \| 23 \| 26 \| 6 \| 5 \| 15 \| 34 \| 56 \| -22 \| \| 13 \| Naxxar Lions FCP \| 22 \| 26 \| 5 \| 7 \| 14 \| 27 \| 41 \| -14 \| \| 14 \| Lija AthleticP \| 6 \| 26 \| 1 \| 3 \| 22 \| 23 \| 84 \| -61 \| | Qualifications européennes - 1er : 1er tour de qualification en Ligue des champions 2018-2019 - 2e : 1er tour de qualification en Ligue Europa 2018-2019 - 3e et 4e : tour préliminaire en Ligue Europa 2018-2019 Relégations - 12e : Barrage de relégation en First Division 2018-2019 - 13e et 14e : Relégation en First Division 2018-2019 Abréviations - T : Tenant du titre - C : Vainqueur de la FA Trophy 2017-2018 - S : Vainqueur de la Supercoupe 2017-2018 - P : Promu de First Division 2016-2017 |     |    |    |    |    |    |    |      |
| Rang | Équipe | Pts | J  | G  | N  | P  | Bp | Bc | Diff |
| 1 | Valletta FC C | 58  | 26 | 17 | 7  | 2  | 40 | 11 | +29  |
| 2 | Balzan FC | 55  | 26 | 16 | 7  | 2  | 42 | 19 | +23  |
| 3 | Gzira United FC | 51  | 26 | 15 | 6  | 5  | 52 | 33 | +19  |
| 4 | Birkirkara FC | 47  | 26 | 15 | 2  | 9  | 44 | 28 | +16  |
| 5 | Hibernians FC T | 46  | 26 | 13 | 7  | 6  | 43 | 16 | +27  |
| 6 | Floriana FC | 46  | 26 | 12 | 10 | 4  | 48 | 18 | +30  |
| 7 | Sliema Wanderers FC | 40  | 26 | 11 | 7  | 8  | 35 | 26 | +9   |
| 8 | Hamrun Spartans FC | 35  | 26 | 10 | 5  | 11 | 39 | 33 | +6   |
| 9 | Senglea Athletic P | 26  | 26 | 7  | 5  | 14 | 29 | 47 | -18  |
| 10 | Mosta FC | 26  | 26 | 7  | 5  | 14 | 28 | 52 | -24  |
| 11 | St. Andrews FC | 24  | 26 | 6  | 6  | 14 | 21 | 41 | -20  |
| 12 | Tarxien Rainbows FC | 23  | 26 | 6  | 5  | 15 | 34 | 56 | -22  |
| 13 | Naxxar Lions FCP | 22  | 26 | 5  | 7  | 14 | 27 | 41 | -14  |
| 14 | Lija AthleticP | 6   | 26 | 1  | 3  | 22 | 23 | 84 | -61  |

Source : Classement officiel sur le site de la Fédération de Malte de football

### Résultats
Source : Résultats officiel sur le site de la Fédération de Malte de football

### Barrage de promotion-relégation
À la fin de la saison, un match de barrage de promotion-relégation oppose le douzième de première division au troisième de deuxième division.
| 27 avril 2018 | Tarxien Rainbows | 1 - 0 | Żejtun Corinthians |                          |
|               |                  |       |                    | Stade national, Ta' Qali |

## Statistiques

### Classement des buteurs
Source : Classement officiel sur le site de la Fédération de Malte de football

## Bilan de la saison
| Championnat de Malte de football 2017-2018      |                         |
| Champion                                        | Valletta FC (24e titre) |
| Coupes et trophées                              |                         |
| Vainqueur de la Coupe de Malte 2017-2018        | Valletta FC             |
| Qualifications continentales                    |                         |
| Ligue des champions de l'UEFA 2018-2019         | Valletta FC             |
| Ligue Europa 2018-2019                          | Balzan Football Club    |
| Ligue Europa 2018-2019                          | Gzira United FC         |
| Ligue Europa 2018-2019                          | Birkirkara FC           |
| Promotions et relégations                       |                         |
| Promus en Championnat de Malte de football D1   | Qormi FC                |
| Promus en Championnat de Malte de football D1   | Pieta Hotspurs          |
| Relégués en Championnat de Malte de football D2 | Naxxar Lions FC         |
| Relégués en Championnat de Malte de football D2 | Lija Athletic           |